# Giuseppe Versaldi

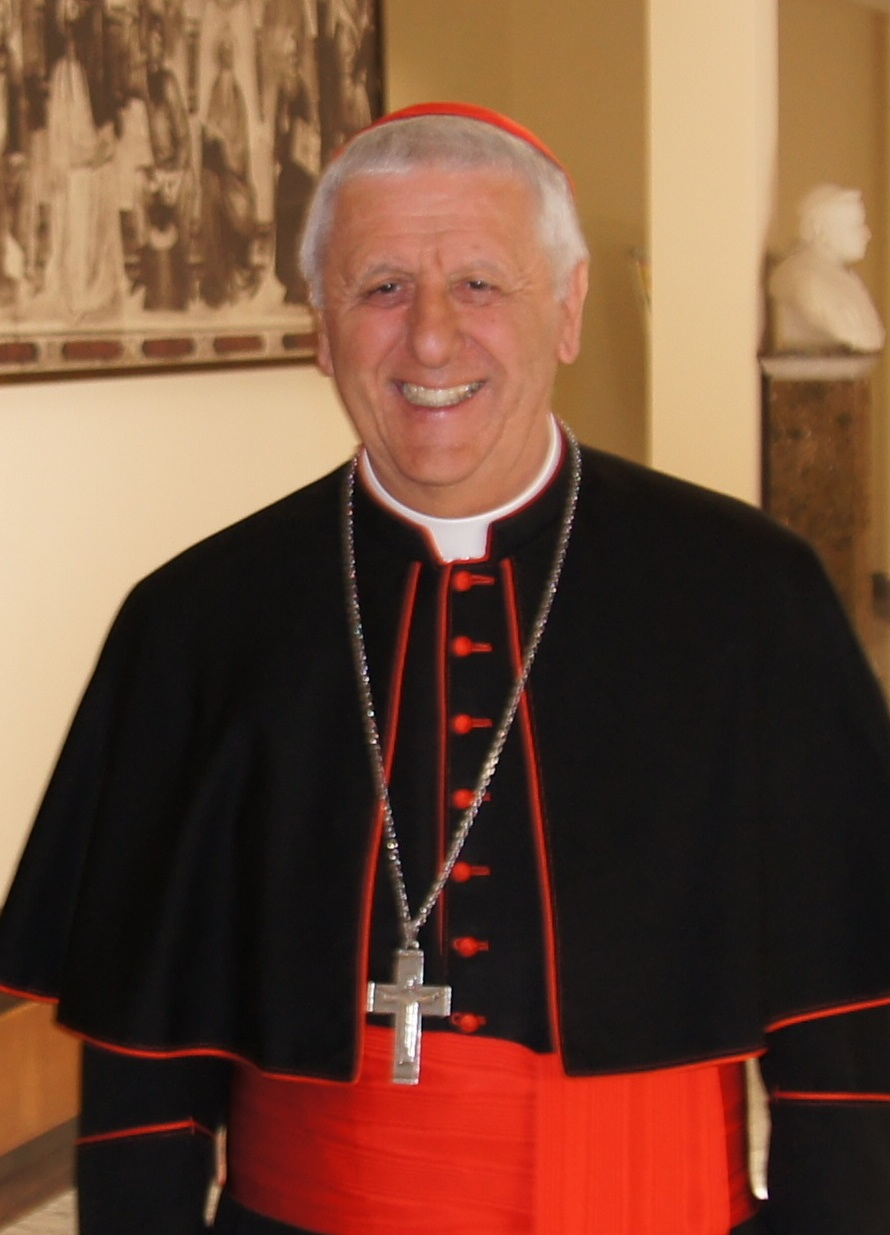
Giuseppe Kardinal Versaldi (2015)

Kardinalswappen

Giuseppe Kardinal Versaldi (* 30. Juli 1943 in Villarboit, Piemont) ist ein italienischer Geistlicher und emeritierter Kurienkardinal der römisch-katholischen Kirche. Er leitete von 2015 bis 2022 als Kardinalpräfekt die Kongregation für das Katholische Bildungswesen.

## Leben
Giuseppe Versaldi empfing am 29. Juni 1967 die Priesterweihe durch Erzbischof Albino Mensa für das Erzbistum Vercelli. Dort war er zunächst als Pfarrer und ab 1976 als Leiter des neugegründeten diözesanen Familienrats tätig. Zuvor hatte Versaldi ab 1972 Psychologie und Kirchenrecht an der Päpstlichen Universität Gregoriana studiert; in letzterem wurde er promoviert. Er lehrte ab 1980 Kirchenrecht und Psychologie an der Päpstlichen Universität Gregoriana, ehe er 1985 Referent an der Apostolischen Signatur wurde. Erzbischof Tarcisio Bertone berief Versaldi am 25. März 1994 zum Generalvikar des Erzbistums Vercelli.
Am 4. April 2007 ernannte ihn Papst Benedikt XVI. zum Bischof des norditalienischen Bistums Alessandria. Die Bischofsweihe spendete ihm der Erzbischof von Vercelli, Enrico Masseroni, am 26. Mai 2007; Mitkonsekratoren waren sein Amtsvorgänger, Bischof Fernando Charrier, und der emeritierte Bischof von Fossano und Cuneo, Natalino Pescarolo. Benedikt XVI. berief ihn am 27. Juni 2009 zu einem der Apostolischen Visitatoren bei den Legionären Christi, um Vorwürfe gegen die Kongregation untersuchen zu lassen.
Am 21. September 2011 ernannte ihn Papst Benedikt XVI. zum Präsidenten der vatikanischen Wirtschaftspräfektur (Präfektur für die ökonomischen Angelegenheiten des Heiligen Stuhls). Im feierlichen Konsistorium vom 18. Februar 2012 nahm ihn Benedikt XVI. als Kardinaldiakon mit der Titeldiakonie Sacro Cuore di Gesù a Castro Pretorio in das Kardinalskollegium auf. Nach dem Rücktritt Benedikts nahm Kardinal Versaldi am Konklave 2013 teil. Am 31. März 2015 ernannte ihn Papst Franziskus zum Präfekten der Kongregation für das Katholische Bildungswesen. In dieser Funktion war er zudem Großkanzler des Pontificio Istituto di Archeologia Cristiana. Am 4. März 2022 wurde er von Papst Franziskus unter Beibehaltung seiner Titeldiakonie als Titelkirche pro hac vice zum Kardinalpriester ernannt.
Am 26. September 2022 wurde Giuseppe Versaldi durch Papst Franziskus von José Tolentino Kardinal Calaça de Mendonça als Präfekt des Dikasteriums  für die Kultur und die Bildung abgelöst.

## Mitgliedschaften
Kardinal Versaldi ist oder war Mitglied folgender weiterer Einheiten der Römischen Kurie:
- Kongregation für die Institute geweihten Lebens und für die Gesellschaften apostolischen Lebens (seit 2012[6], bestätigt 2014[7])
- Kongregation für die Bischöfe (seit 2012[6]; bestätigt 2013[8])
- Apostolische Signatur (seit 2007[9], bestätigt 2012[6])
- Kongregation für die Glaubenslehre (seit 2017)[10]
- Kongregation für die Evangelisierung der Völker (seit 2017)[11]
- Kongregation für die Selig- und Heiligsprechungsprozesse (seit 2018)[12]